# Хацкилевич, Михаил Георгиевич
Михаил Георгиевич Хацкилевич (21 ноября 1895 — конец июня 1941) — советский военачальник, командир 6-го механизированного корпуса, сражавшегося в первые дни Великой Отечественной войны, генерал-майор РККА.

## Биография
Михаил Георгиевич Хацкилевич родился 21 ноября 1895 года в еврейской семье в Нижнем Новгороде.
В Русской императорской армии с 1916 года по март 1917 года. В августе 1918 года призван в ряды Красной Армии и направлен на обучение на 1-е Тверские советские кавалерийские командные курсы РККА. Во время Гражданской войны командовал эскадроном, затем полком. В составе 12-й и 1-й Конной армий полк Хацкилевича участвовал в боях на Юго-Западном, Западном и Южном фронтах. За отличия в боях во время советско-польской войны дважды награждён орденом Красного Знамени. В 1924 году окончил Военную академию РККА. В межвоенный период командовал кавалерийским полком, дивизией, корпусом (в июле 1937 назначен командиром 2-го кавалерийского корпуса Киевского особого военного округа). В июне 1940 года назначен командиром 6-го механизированного корпуса Западного особого военного округа и за короткий срок вывел его на лидирующие позиции в округе.
Заместитель командующего Западным особым военным округом И. В. Болдин так отзывался о Михаиле Георгиевиче:

Возглавлявший корпус генерал-майор М. Г. Хацкилевич был грамотным командиром, человеком редкого обаяния, огромной силы воли и большой скромности.
Генерал Хацкилевич непримиримо относился к тем, кто внешний лоск в армии делал самоцелью. Он требовал от своих войск, помимо безупречной внешней выправки, глубоких и всесторонних знаний военного дела и неустанно прививал армейской молодежи любовь к технике. Это был дальновидный человек, прекрасно понимавший, что грядущая война будет войной моторов.

В начале Великой Отечественной войны корпус Хацкилевича входил в состав 10-й армии Западного фронта. Несмотря на то, что часть сил, входивших в состав подразделений корпуса, была изъята командованием 10-й армии для прикрытия отступления (она сама отходила от Осовецкого УРа к Неману под натиском армейских корпусов 4-й и 9-й армий Вермахта), 24 июня корпус в соответствии с приказом командующего фронтом Д. Г. Павлова нанёс контрудар по наступавшим немецким войскам. Танкисты 6-го мехкорпуса мужественно сражались против частей 20 армейского корпуса немцев в условиях подавляющего превосходства немецкой авиации. Вскоре из-за больших потерь, недостатка горючего и боеприпасов наступление корпуса приостановилось, а 26 июня был получен приказ Д. Г. Павлова немедленно прекратить бой и сосредоточиться в районе Слонима. Тем не менее соединению удалось приковать к себе часть сил наступающих немецких войск и нанести им некоторый урон.
Михаил Георгиевич Хацкилевич погиб в бою по различным данным: 25, 27, 30 июня либо 1 июля 1941 г. Немногочисленные остатки корпуса сумели выйти из окружения в составе т. н. «группы Болдина и Стрельбицкого».
О гибели генерала рассказывает телефонист 157 БАО 126-го истребительного авиационного полка В. Н. Пономарёв (описывает бой у д. Клепачи Слонимского р-на):
Вместе с нами под Зельвой прорывались из окружения остатки какого-то танкового соединения, в котором остался всего один танк Т-34. Командовал им генерал в танкистском комбинезоне. Когда мы пошли на прорыв, генерал сел в танк и тот устремился вперёд. Танк раздавил гусеницами немецкую противотанковую пушку, прислуга успела разбежаться. Но, на беду, он двигался с открытым башенным люком, и немецкий солдат бросил туда гранату. Погиб экипаж танка и генерал вместе с ним.
Похоронен в деревне Клепачи Слонимского района Гродненской области Беларуси.

## Награды
- 2 ордена Красного Знамени (оба в 1922)
- Орден Красной Звезды (1934)
- Орден Отечественной войны I степени (посмертно 06.05.1965)
- Юбилейная медаль «XX лет Рабоче-Крестьянской Красной Армии»